# Авангард (Ішимбайський район)
Аванга́рд (рос. Авангард, башк. Авангард) — присілок у складі Ішимбайського району Башкортостану, Росія. Входить до складу Іткуловської сільської ради.
Населення — 7 осіб (2010; 10 в 2002).
Національний склад:
- росіяни — 50%
- башкири — 40%